# 雷弗超市
雷弗超市（REWE，德語發音：[ˈʁeːvə]）是一个德国超市品牌，隶属于总部位于科隆的雷弗集团。

## 历史

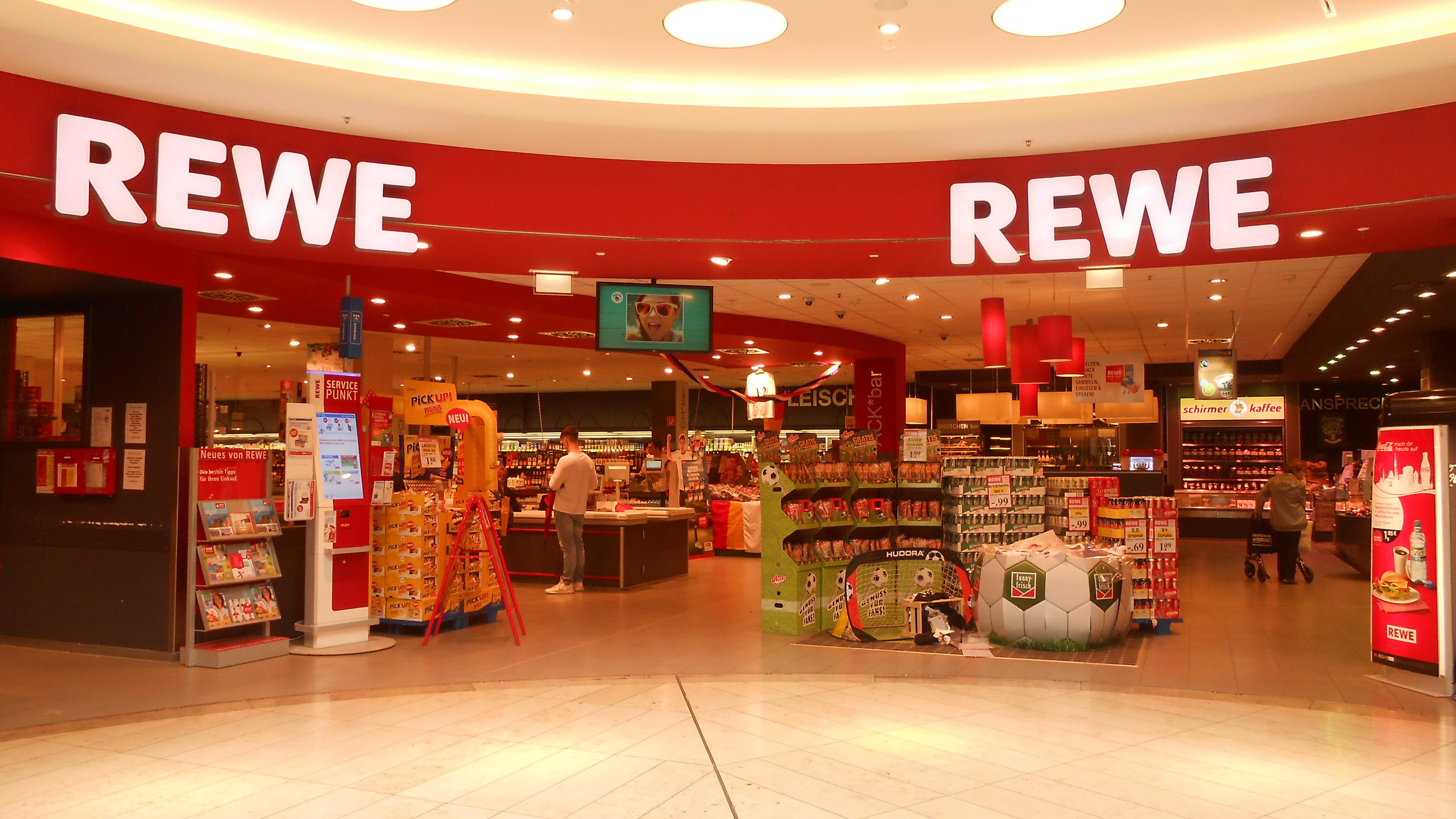

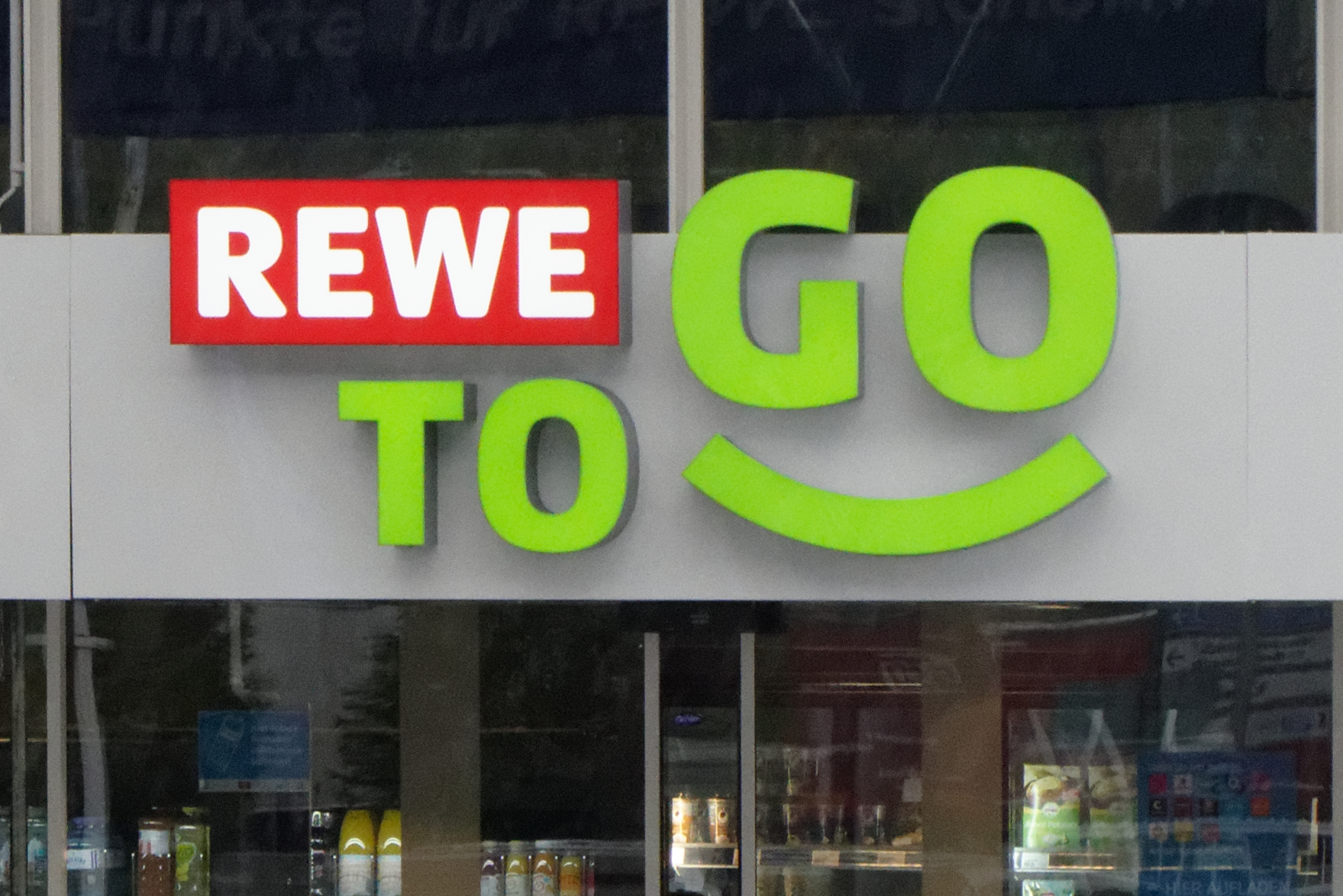

雷弗超市在全世界范围内有1万5千家左右门店，其雇员超过21万人。从2015年起，雷弗超市将发展中心放在了在线购物上。